# Tomoya Andō
Tomoya Andō (japanisch 安藤 智哉 Andō Tomoya; * 10. Januar 1999 in der Präfektur Aichi) ist ein japanischer Fußballspieler.

## Karriere
Tomoya Andō erlernte das Fußballspielen in der Jugendmannschaft des SFC Umetsubodai, in den Schulmannschaften der Umetsubodai Jr High School und der Okazaki Josai High School sowie in der Universitätsmannschaft der Aichi Gakuin University. Seinen ersten Profivertrag unterschrieb er am 1. Februar 2021 beim FC Imabari. Der Verein aus Imabari, einer Stadt in der Präfektur Ehime, spielte in der dritten japanischen Liga, der J3 League. Sein Drittligadebüt gab Tomoya Andō am 28. März 2021 (3. Spieltag) im Heimspiel gegen Gainare Tottori. Hier wurde er in der 85. Minute für Takuya Sonoda eingewechselt. Nach insgesamt 44 Drittligaspielen wechselte er zu Beginn der Saison 2023 nach Ōita zum Zweitligisten Ōita Trinita. Nach zwei Spielzeiten, in denen er 64 Ligaspiele bestritt, wechselte er im Januar 2025 nach Fukuoka zum Erstligisten Avispa Fukuoka.